# 日吉町日置
日吉町日置（ひよしちょうひおき）は、鹿児島県日置市の大字。旧薩摩国日置郡日置郷日置村、日置郡日置村大字日置、日置郡日吉町大字日置。人口は3,106人、世帯数は1,345世帯（2020年10月1日現在）。郵便番号は899-3101。
日置市の西部に位置している。1955年（昭和30年）から2005年（平成17年）の市町村合併まで日吉町の町役場が置かれており、日吉町の中心地であった。

## 地理
日置市の中部に位置しており、大川の中流域から下流域に所在している。字域の北方に東市来町宮田、伊集院町大田、南方から東方にかけて日吉町吉利、東方に伊集院町飯牟礼、西方に日吉町山田、日吉町神之川、東シナ海に接している。北部の住吉地区と南部の日置地区に分かれている。
字域の西部を海岸に沿って国道270号が南北に通っている。南部から東方に向かって鹿児島県道37号伊集院日吉線が通っている。かつては鹿児島交通枕崎線が字域内を南北に通っており、上日置駅、日置駅が設置されていたが、1984年（昭和59年）に廃止された。吹上浜に沿って鹿児島県道2号加世田日吉自転車道線が通っており字域の最西部を終点としている。
字域の南部に施設が多く所在しており、日置市役所日吉支所や、日置市立日吉学園（義務教育学校）が所在している。
西方には吹上浜が広がっており、一帯が県立自然公園に指定されている。

### 地名の由来
日置の地名の由来について「日吉町郷土誌」では以下の2点の説が掲げられている。
- 日置部（ひおきべ、古代の律令制における宮内省主殿寮の負名氏の一つ[9]）が置かれた地であったからという説
- この地を墾田開発した一族郎党に由来しているという説

### 自然公園・自然保護地区
西端部の概ね国道270号より西の区域は鹿児島県立自然公園である「吹上浜金峰山県立自然公園」の区域となっており、前身の吹上浜県立自然公園は1953年（昭和28年）3月31日に県立自然公園として指定されている。

### 河川
- 大川 - 日吉町吉利との境界上付近を流れる河川。

### 湖沼
- 宇都池（ため池）[11]
- 御伊勢殿池（ため池）[11]

## 歴史

### 日置の成立と荘園
日置という地名は鎌倉時代から見える地名であり、薩摩国のうちであった。古代の日置郡の区域は荘園となっており、平安時代末期から存在したという。
日置荘は日置北郷と日置南郷に分かれ、日置北郷はのちに日置郷となる区域である。天正8年に島津義弘の命により島津歳久が日置郷を領地とした。
その後豊臣秀吉の蔵入地となったものの、天正14年（1586年）から天正15年（1587年）にかけて勃発した豊臣秀吉と島津氏との間で起こった九州平定（九州征伐とも）の結果、島津氏が豊臣秀吉に降伏。薩摩・大隅・日向の3国に対して太閤検地が行われることになった。文禄4年（1595年）に、太閤検地が完了したことから豊臣秀吉の命により薩摩国・大隅国・日向国の改易移封が行われた。これによって日置島津家の当主島津常久が領主となった。

### 江戸時代の日置

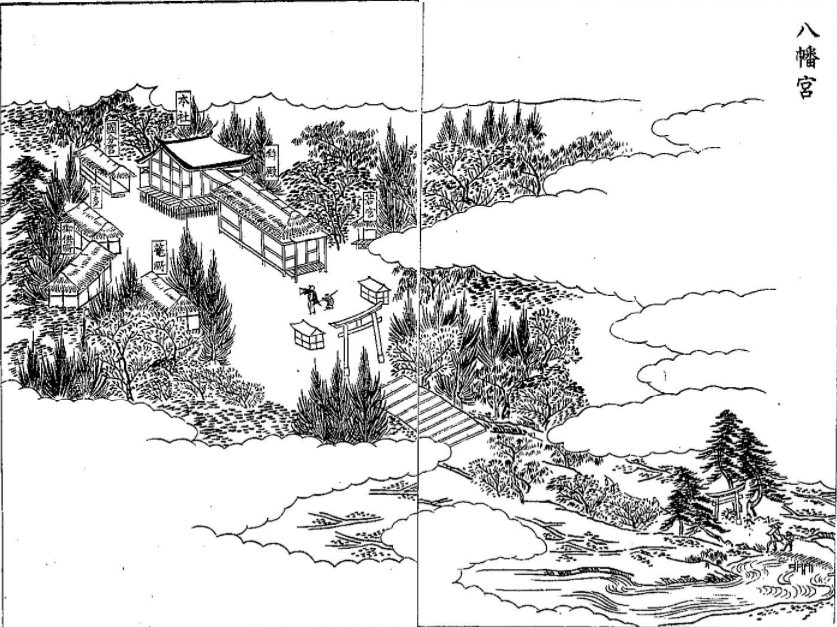
三国名勝図会に掲載されている八幡神社を描いた絵図

江戸時代には薩摩国日置郡日置郷（外城）のうちであった。村高は「天保郷帳」では3,287石余、「三州御治世要覧」では2,959石余、「旧高旧領取調帳」では2,875石余であった。日置郷は万治4年に薩摩藩の直轄領となったものの、延宝8年に再び日置島津家が日置郷を私領として統治した。
享保12年（1727年）には吉利郷（現在の日吉町吉利）と日置郷の間に境界論争が発生した。組頭を始めとする郷の役人と門の代表者24名により協議が行われ、翌年に決着をみた。元文2年（1737年）には紙漉の荒野を開拓し、水田が開墾された。日置村は農民1,255人、漁民140人であることから農業中心の地域であったと考えられる。
鎮守は日置郷惣社の八幡神社で「地理纂考」によると伊集院郷谷口村（現在の伊集院町下谷口及び鹿児島市上谷口町にあたる）より移したとみられ新田八幡を勧誘したものである。八幡神社が移転する前は刀立神社が鎮守であったとされる。
江戸時代後期に薩摩藩が編纂した地誌である「三国名勝図会」には日置村の八幡宮（現在の八幡神社）について以下のとおり記載されている（旧字体は新字体に、合略仮名・変体仮名はかなに改めた）。
日置村にあり、奉祀天照大神、天津彦々火瓊々杵尊、栳幡千々姫命の三坐、按るに水引八幡新田宮を勧請せしなるべし、祭神彼宮と同じければなり、九月十五日を正祭とし、竹偶人を作り、四輪車に乗せ、里童をして前路を馳せしむ、又五月六日に祭りあり、土俗及び隣郷より踊を興行すること数隊なり、既にして、神輿を田原へ護り行くの旧式あり、文禄四年、島津下総守常久、当邑に封ぜられ、当社を以て（※字不明）邑の総鎮守と尊恭せり、是より村民亦一入の崇敬を致す、社司原口氏の傳に云、初め隣邑伊集院谷口善福寺の邊にありしを、此処に遷鎮せりと、—三国名勝図会巻之九

### 明治以後の日置

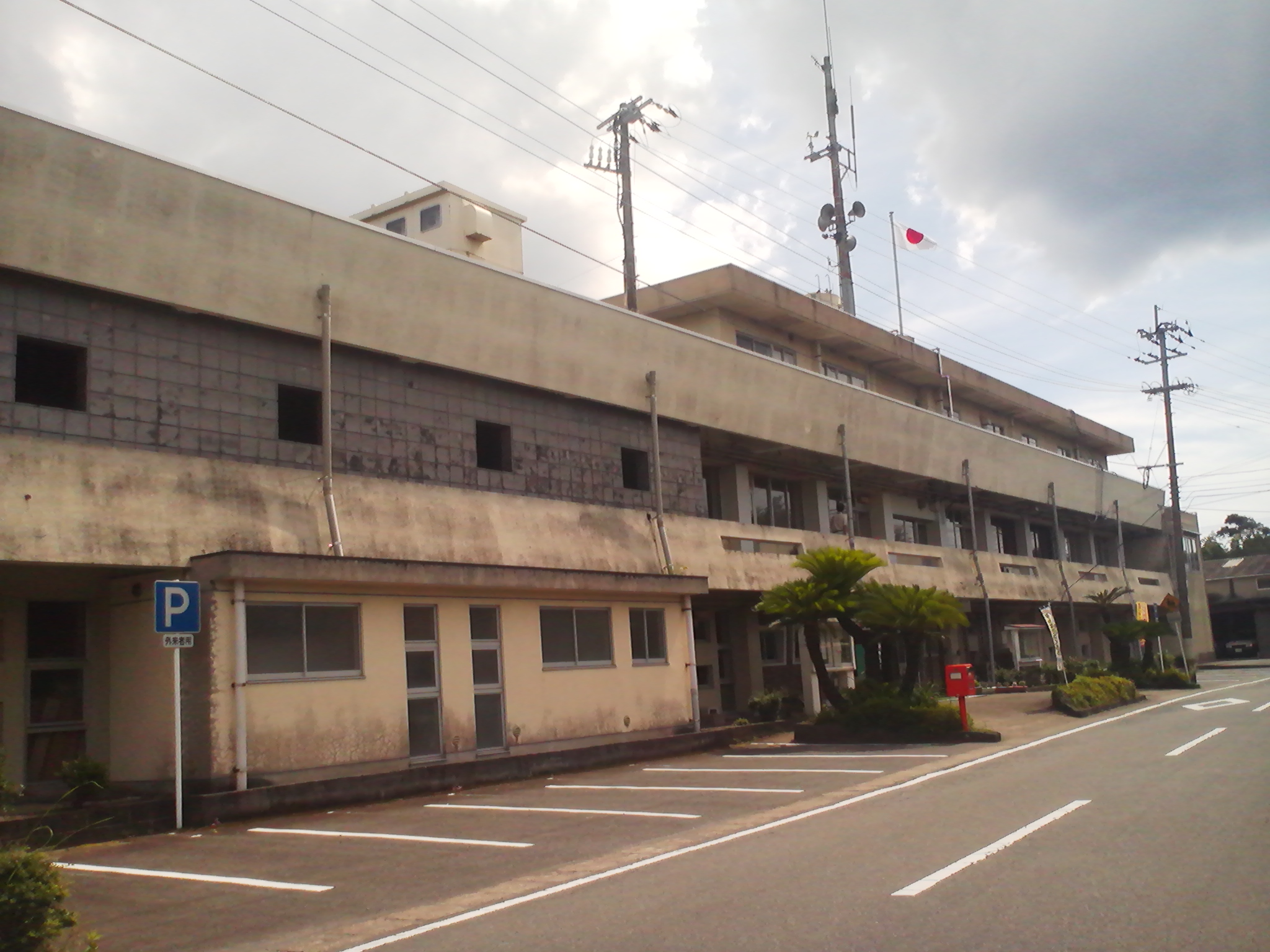
旧・日吉町役場（2019年まで日置市役所日吉支所として使用されていた）

明治4年に廃藩置県が行われ薩摩藩の統治区域である薩摩国、大隅国の区域に鹿児島県が設置された。1873年（明治6年）には大区小区制が敷かれ、日置は第十二大区となり、他の田布施、伊作、永吉、吉利と共に伊作の区長事務扱所に属した。1878年（明治11年）には郡区町村編制法の施行に伴い、日置村には御仮屋跡地に戸長役場が設置された。
1889年（明治22年）には町村制が施行されたのに伴い、日置郷を構成していた日置村と山田村の区域を以て日置郡日置村が設置された。また日置村役場が置かれ、同時に江戸時代の日置村は日置村の大字「日置」となった。
1953年（昭和28年）に公布された町村合併促進法によって、狭小な町村の合併が促進されることとなり、面積が狭く人口が8,000人以下の町村は合併すべき規模とされた。直近に実施された1950年（昭和25年）の国勢調査では日置村（大字日置、大字山田）の人口は9,672人であった。当初の構想では日置村と吉利村、永吉村の一部の合併が理想的であると鹿児島県地方課も考えていたとみられるが、永吉村は伊作町と合併することとなったため、日置村は吉利村との対等合併の形を取ることとなった。1955年（昭和30年）2月9日に日置村議会において合併に関する議決を全会一致で可決し、合併申請書が提出された。1955年（昭和30年）4月1日には日置村が吉利村と合併したことにより日吉町が成立した。それに伴って大字日置は日吉町の大字となった。また新たに設置された日吉町の役場は大字日置の旧日置村役場の場所に設置された。
2000年（平成12年）に日置字六枝及び井神の各一部が吉利字石町の一部となり、吉利字六枝、春日、瀬戸口及び井神の各一部が吉利字南天牟田の一部となった。
2005年（平成17年）5月1日に日吉町が伊集院町、吹上町、東市来町と合併し日置市が成立した。この合併に先立って設置された法定合併協議会である「日置中央合併協議会」において大字名については「字の区域は、現行どおりとし、現行の字の名称の前に当該字の属する合併前の町の名称を付し、字の名称を変更する。」と協定され、旧町名である「日吉町」を従前の大字名である「日置」に冠することとなった。合併日の2005年（平成17年）5月1日に鹿児島県の告示である「 字の名称の変更」が鹿児島県公報に掲載された。この告示の規定に基づき即日大字の名称変更が行われ、大字名が「日置」から日置市の大字「日吉町日置」に改称された。

### 字域の変遷
| 変更後               | 変更年             | 変更前                                 |
| -------------------- | ------------------ | -------------------------------------- |
| 吉利字石町の一部     | 2000年（平成12年） | 日置字六枝、井神の各一部               |
| 吉利字南天牟田の一部 | 2000年（平成12年） | 日置字六枝、春日、瀬戸口、井神の各一部 |

## 文化財

### 市指定
- 八幡神社（史跡）[27]
- 大乗寺跡（史跡）[28]
- 光禅寺跡（史跡）[29]
- 桂山寺跡（史跡）[30]
- 熊野神社（史跡）[31]
- 釈迦木像（彫刻）[32]
- 扁額「醫王寳殿」（書跡）[33]
- お田植え踊（無形民俗文化財）[34]
- 太鼓踊（無形民俗文化財）[35]
- 石屋和尚手彫りの石地蔵（彫刻）[36]
- 毘沙門天（史跡）[37]

## 祭事
- せっぺとべ
八幡神社毎年6月第1日曜日に行われている文禄4年（1595年）より続く御田植祭。祭りでは旧日吉町内の虚無僧踊り、棒踊り、鎌踊りなどが奉納されたのち、御神田で若者が踊ったり、歌ったりしながら、飛び跳ねる「せっぺとべ」が行われる。飛び跳ねるのには土を耕すという意味や、害虫を踏み潰すなどの意味がある[38][39]。せっぺとべには「精一杯跳べ」という意味がある[40]。八幡神社で行われる御田植祭は1983年（昭和58年）に日吉町の無形民俗文化財に指定され、2005年の市町村合併後も日置市の無形民俗文化財に指定されている[41][39]。吉利の吉利鬼丸神社でも同様の祭事が行われている。

## 施設

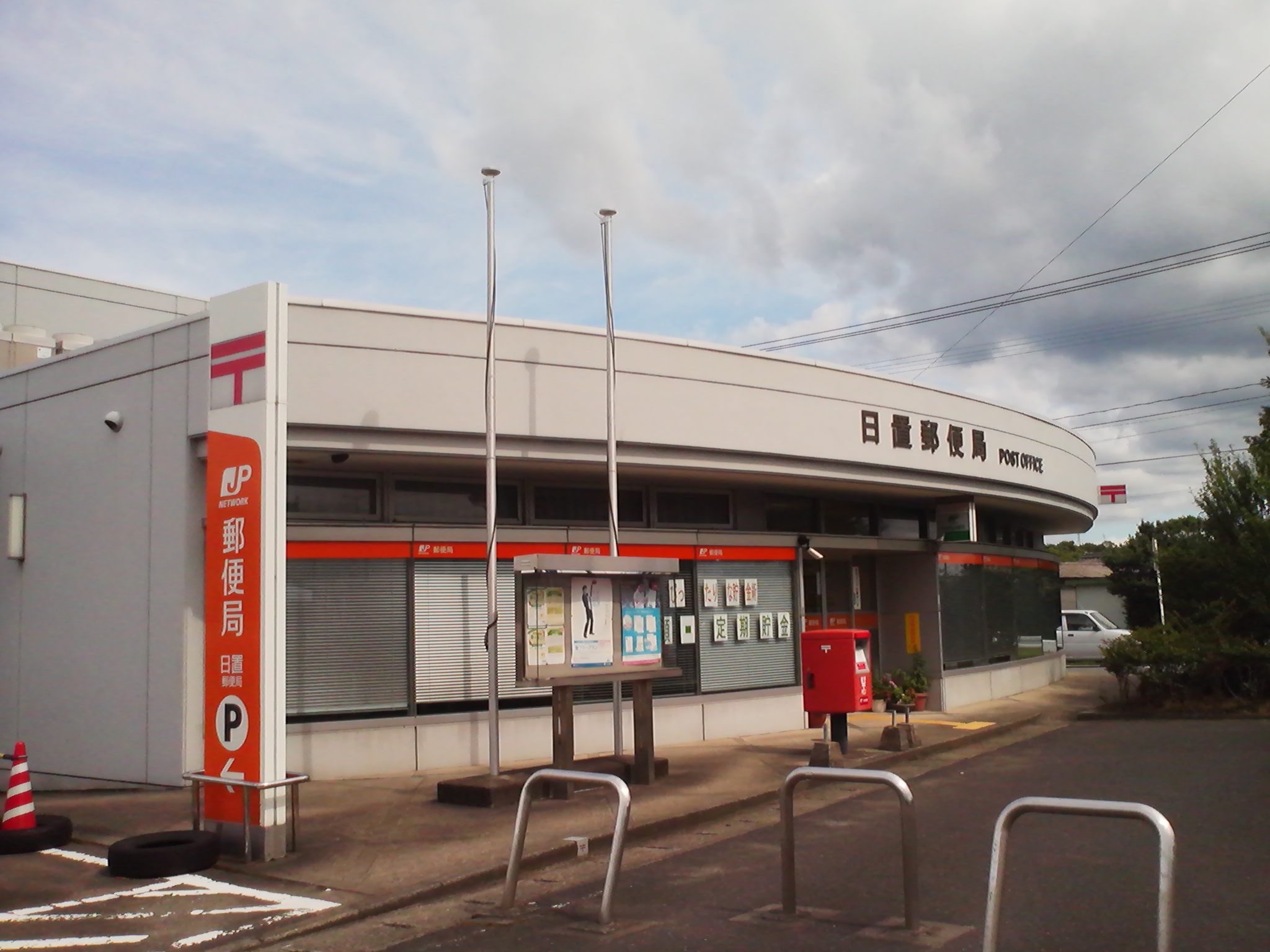
日置郵便局

### 公共
- 日置市役所日吉支所[42]
  - 日置市立ひよし図書館[43]
- 鹿児島県警察日置警察署日吉駐在所[44]
- 日置市日吉運動公園
  - 日置市日吉多目的広場[45]
  - 日置市日吉運動公園グラウンド[46]
  - 日置市日吉総合体育館[47]
  - 日置市立日吉武道館[48]
  - 日置市立日吉弓道場[49]
  - 日置市日吉相撲道場[50]
  - 日置市日吉グラウンドゴルフ場[51]
  - 日置市日吉テニスコート[52]
  - 日置市日吉研修棟（せっぺとべひよし館）[53]
- ひおき診療所[54]
- 日置市日吉中央公民館[55]
- 天然温泉ひよし（日吉老人福祉センター）[56]

### 教育
- 日置市立日吉学園
- 明信寺保育園

### 郵便局
- 日置郵便局[57]
- 日置住吉簡易郵便局[58]
- 日新簡易郵便局[59]

### 寺社
- 八幡神社
- 三光寺
- 明信寺

## 人口
以下の表は国勢調査による小地域集計が開始された1995年以降の人口の推移である。
| 統計年             | 統計年 | 人口  | 人口 |
| ------------------ | ------ | ----- | ---- |
| 1995年（平成7年）  | [ 60 ] | 4,113 |      |
| 2000年（平成12年） | [ 61 ] | 3,995 |      |
| 2005年（平成17年） | [ 62 ] | 3,881 |      |
| 2010年（平成22年） | [ 63 ] | 3,654 |      |
| 2015年（平成27年） | [ 64 ] | 3,438 |      |
| 2020年（令和2年）  | [ 4 ]  | 3,106 |      |

## 教育

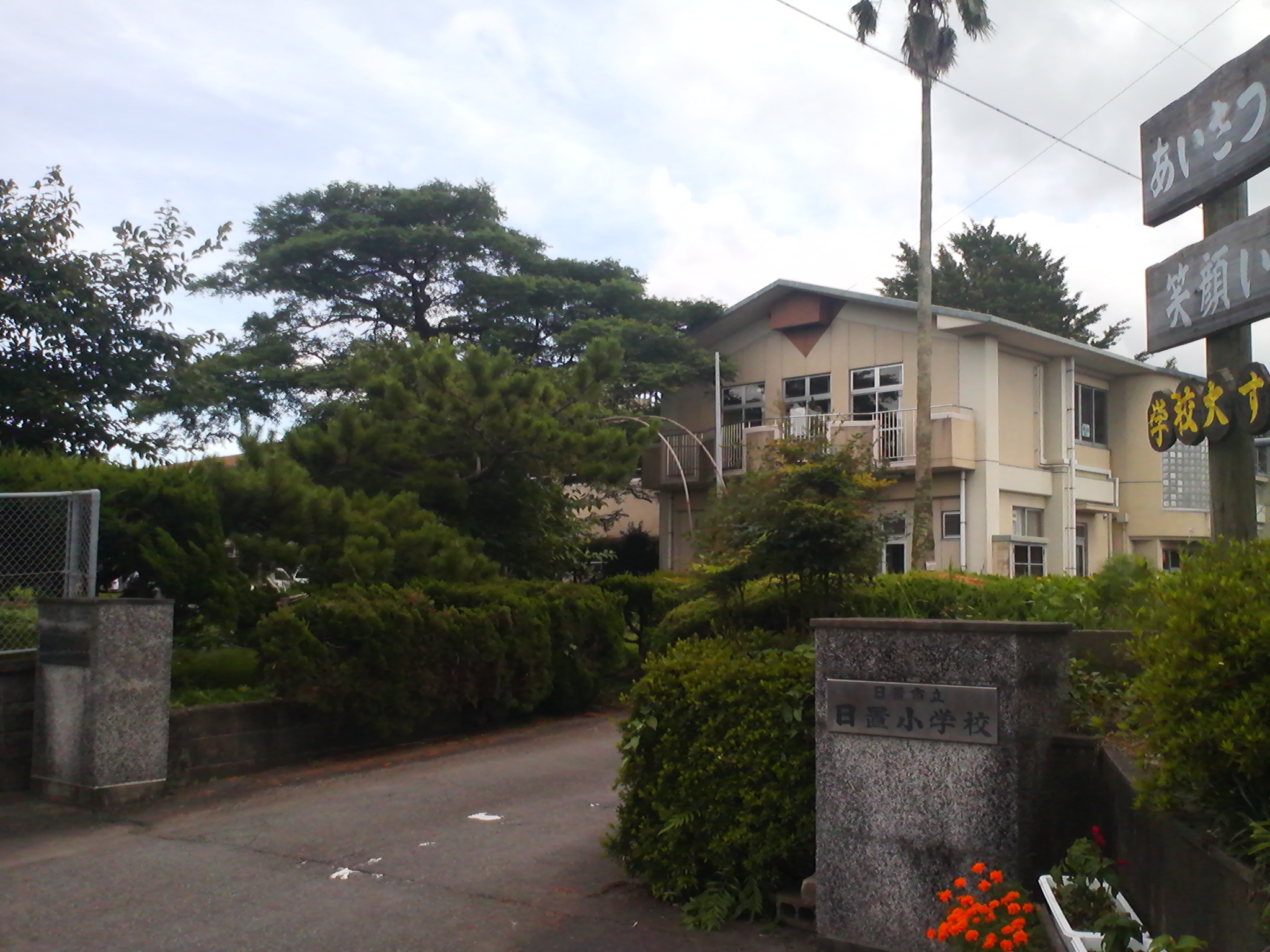
日置市立日吉小学校

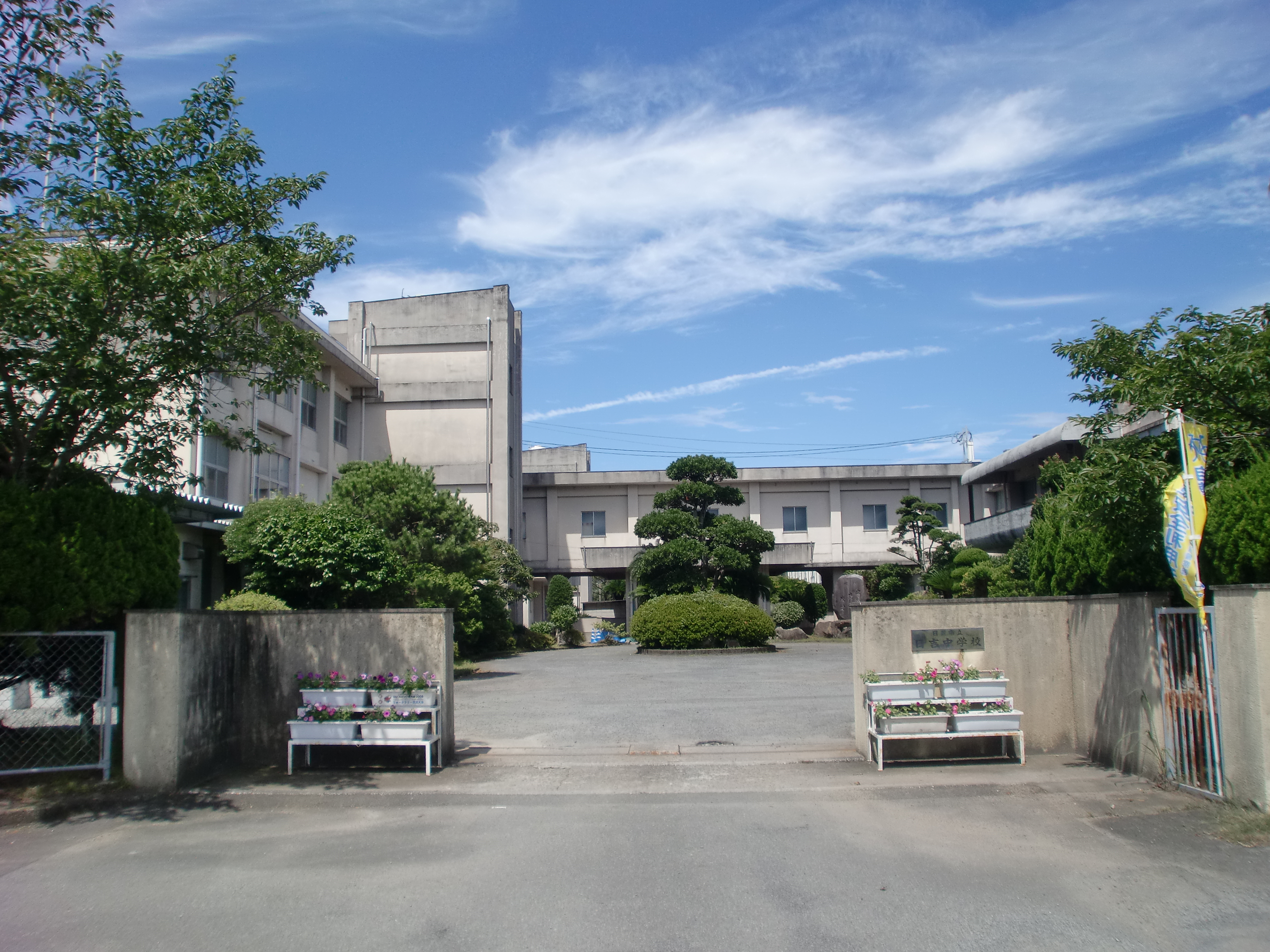
日置市立日吉中学校

日吉町日置には義務教育学校である「日置市立日吉学園」が設置されている。かつて「日置市立日吉中学校」、「日置市立日吉小学校」、「日置市立日置小学校」、「日置市立住吉小学校」が設置されていた。

### 義務教育学校
日吉町日置には「日置市立日吉学園」が設置されており、2021年（令和3年）4月1日に開校した。

### 中学校
日吉町日置には「日置市立日吉中学校」が設置されていた。日吉中学校は1972年（昭和47年）に日置中学校と吉利中学校が合併して設立された中学校である。日吉中学校に合併される前の日置中学校は日置に置かれており、1947年（昭和22年）に日置村立日置中学校として設置され、1956年（昭和31年）9月1日に下伊集院村の一部（現在の日吉町神之川の区域）が日吉町に編入されたのに伴い編入された区域の中学生の受け入れを実施した。2021年（令和3年）3月31日を以て閉校し、日置市立日吉小学校と共に義務教育学校である日置市立日吉学園に移行した。

### 小学校
日吉町日置には「日置市立日吉小学校」が設置されていた。日吉小学校は2018年（平成30年）に旧日吉町の吉利小学校（日吉町吉利）、日新小学校（日吉町山田）、日置小学校（日吉町日置）、住吉小学校（日吉町日置）が合併し日置小学校跡地に日吉小学校が新設され統合されるのに合わせて閉校した。
日吉小学校の前身となった「日置小学校」は明治4年に外城第十一郷校として日置郷の御仮屋跡地で授業を開始した。1876年（明治9年）に日置小学校となった。1888年（明治21年）に「住吉小学校」が設立され、住吉地区の区域を住吉小学校の校区となった。1941年（昭和16年）に国民学校令が施行され国民学校となった。1947年（昭和22年）に日置国民学校は日置小学校に、住吉国民学校は住吉小学校となった。1979年（昭和54年）に日置小学校に附属幼稚園が設置された。2021年（令和3年）3月31日を以て閉校し、日置市立日吉小学校と共に義務教育学校である日置市立日吉学園に移行した。

### 小・中学校の学区
市立小・中学校に通う場合、学区（校区）は以下の通りとなる。
| 大字       | 番地 | 小学校                           | 中学校                           |
| ---------- | ---- | -------------------------------- | -------------------------------- |
| 日吉町日置 | 全域 | 日置市立日吉学園（義務教育学校） | 日置市立日吉学園（義務教育学校） |

## 交通

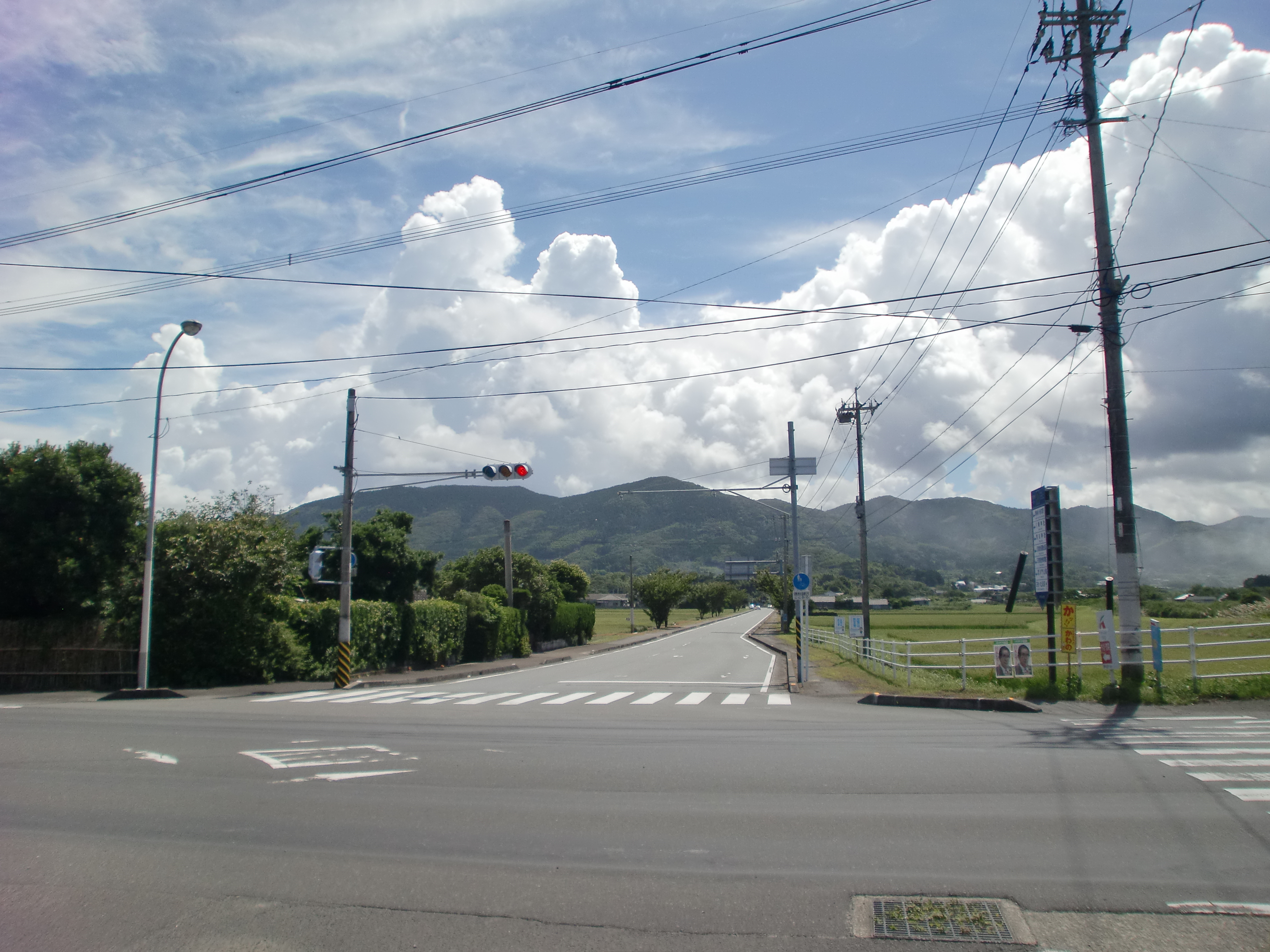
県道伊集院日吉線を終点から伊集院方面を望む

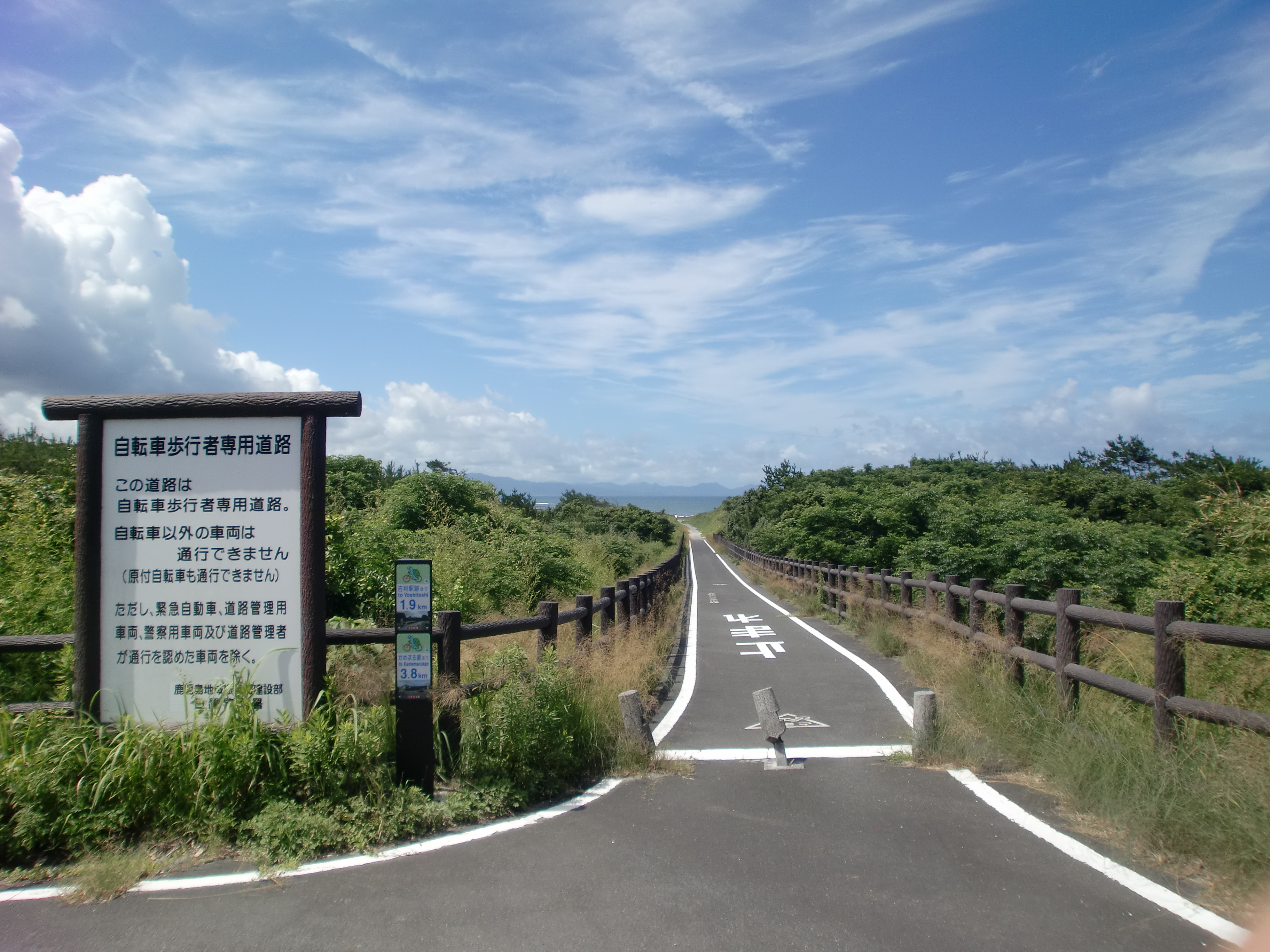
県道加世田日吉自転車道線の終点

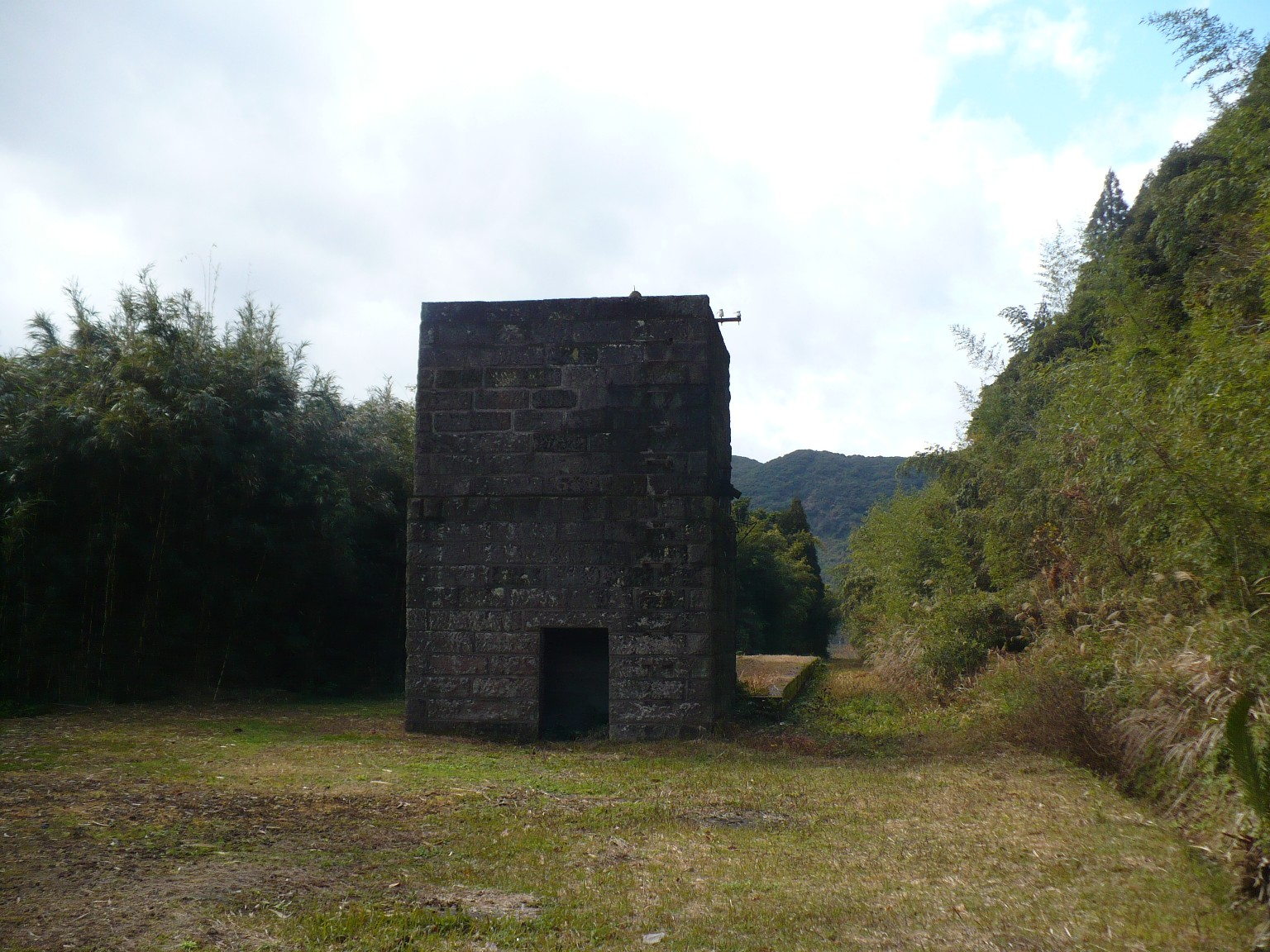
上日置駅に現存する給水塔とプラットホーム

### 道路
国道
- 国道270号

県道
- 鹿児島県道37号伊集院日吉線
- 鹿児島県道300号日置停車場線
- 鹿児島県道加世田日吉自転車道線（吹上浜砂丘自転車道）

### 鉄道（廃止路線）
鹿児島交通枕崎線
- 上日置駅 - 日置駅

### バス
- 鹿児島交通
  - 伊集院・伊作、伊集院高校・加世田・枕崎
日置大橋 - 日置 - 日置寺下 - 城の下 - 諏訪神社前 - 住吉校前 - 住吉住宅前 - 住吉支所 - 上日置 - 毘沙門
  - 湯之元 - 日置運動公園入口
中原 - 日置市立病院 - 麓 - 天神ケ尾 - 日吉支所前 - 日置 - 八幡通り - 日置運動公園入口

## 出身人物
- 寺師義信（1882年 - 1964年） - 陸軍軍医中将、医師
日置出身[70]。京都帝国大学医学部を卒業し、1910年（明治43年）に陸軍見習医官となった[71]。日本初の衛生飛行機を作成したことで知られる[71]。
- 古川静夫（1888年 - 1967年） - 官選佐賀県知事、官選愛媛県知事、大阪法務局長
日置麓出身[72]。1915年、東京帝国大学法科大学法律学科（独法）を卒業。内務省に入省し静岡県警部となる[73][74]。神奈川県内務部長などを歴任し佐賀県知事、愛媛県知事、大阪法務局長となった[75]。
- 古垣鉄郎（1900年 - 1987年） - ジャーナリスト、外交官
日置出身[76]。第一高等学校を卒業したのち、島津奨学資金の援助でフランス共和国のリヨン大学法学部へ留学し同校を卒業した[77][78]。ジュネーブの国際連盟事務局情報部に駐在していたが、退職し朝日新聞社に入社した。1946年（昭和21年）に貴族院議員に勅選された。1949年（昭和24年）には日本放送協会の会長に就任し、1957年（昭和32年）には駐仏大使に就任した。

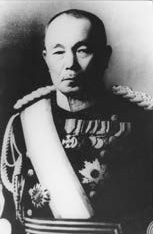
寺師義信
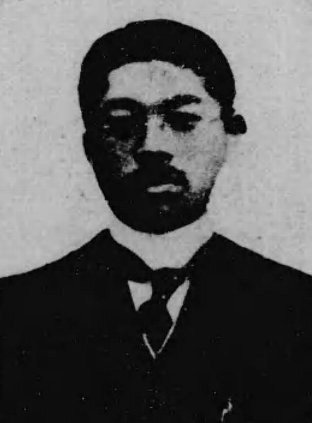
古川静夫
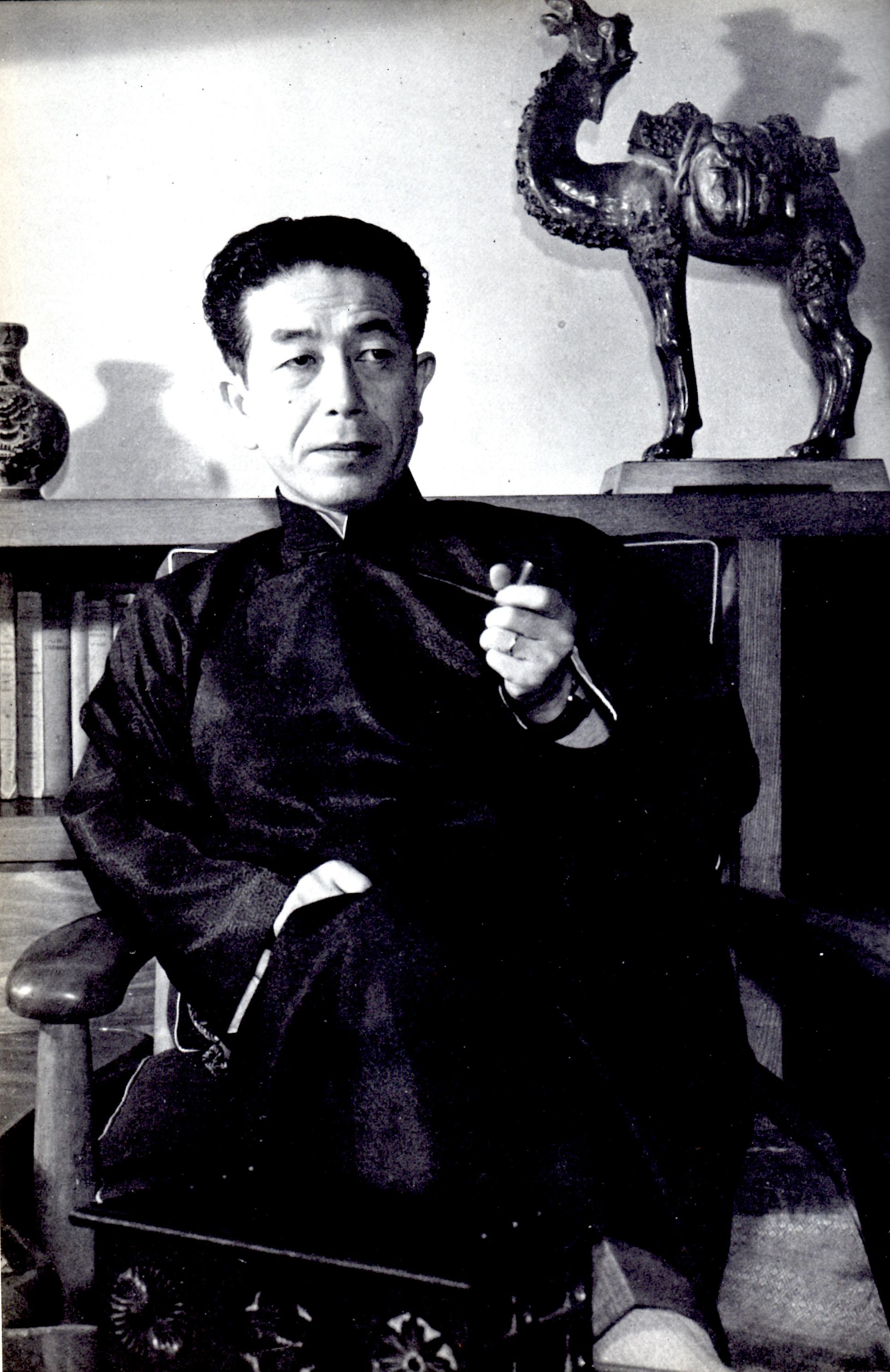
古垣鉄郎